# Liller 1
Liller 1 – gromada kulista znajdująca się w odległości około 26,7 tys. lat świetlnych od Ziemi w kierunku konstelacji Skorpiona. Została odkryta w 1977 roku przez Williama Lillera.
Liller 1 znajduje się 2600 lat świetlnych od jądra Drogi Mlecznej.